# Спинето I (Салерно)
Спинето I је насеље у Италији у округу Салерно, региону Кампанија.
Према процени из 2011. у насељу је живело 50 становника. Насеље се налази на надморској висини од 63 м.